# Adrenalina (pel·lícula de 1996)
Adrenalina (títol original: Adrenalin: Fear the Rush) és una pel·lícula de l'any 1996, dirigida i escrita per Albert Pyun i protagonitzada per Christopher Lambert i Natasha Henstridge. Ha estat doblada al català.

## Argument
Ambientada a Boston, la pel·lícula tracta sobre un món post-holocaust assolat per la pobresa i el crim. Un virus altament contagiós i mortal s'ha filtrat, matant a milers de persones. En un camp de refugiats de Boston, on s'allotgen els immigrants estrangers durant el període de quarantena, un perillós assassí infectat amb el virus amenaça amb contagiar a la major quantitat possible de gent. Un equip d'oficials (Christopher Lambert i Natasha Henstridge) és l'encarregat de trobar-ho i detenir-ho.

## Repartiment
- Christophe Lambert: Lemieux
- Natasha Henstridge: Delon
- Norbert Weisser: Cuzo
- Elizabeth Barondes: Wocek
- Xavier Declie: Volker
- Craig Davis: un sospitós
- Nicholas Guest: Capità B. Rennard
- Andrew Divoff: Sterns
- Jon H. Epstein: General Waxman

## Estrena
Es van distribuir diverses versions de la pel·lícula. La versió oficial dels EUA és de 76 minuts. La del Regne Unit/Europa (Polygram) és de 102 minuts. El director/escriptor Albert Pyun va dir en entrevistes que pretén restaurar i treure la versió Director's cut d'uns 110 minuts. Aquesta versió es va estrenar a Romania.

## Rebuda
La pel·lícula va rebre principalment ressenyes negatives, aconseguint un 0% a Rotten Tomatoes, basada només en 5 ressenyes.